# Order Zasługi Lotniczej (Brazylia)
Order Zasługi Lotniczej (por. Ordem do Mérito Aeronáutico) – wojskowe odznaczenie państwowe ustanowione 1 listopada 1943 przez prezydenta Getúlio Vargasa. 
Order jest nadawany za zasługi oraz wyjątkowy wkład dla Brazylijskich Sił Powietrznych.
Order dzieli się na pięć klas, według tradycyjnego schematu Legii Honorowej:
- I Klasa – Krzyż Wielki (Grã-Cruz)
- II Klasa – Wielki Oficer (Grande Oficial)
- III Klasa – Komandor (Comendador)
- IV Klasa – Oficer (Oficial)
- V Klasa – Kawaler (Cavaleiro)

Wielkim Mistrzem Orderu odznaczonym Krzyżem Wielkim jest zawsze urzędujący prezydent Brazylii.
W brazylijskiej kolejności starszeństwa odznaczeń znajduje się za Orderem Zasługi Wojskowej, a przed Orderem Rio Branco.